# Luci diurne

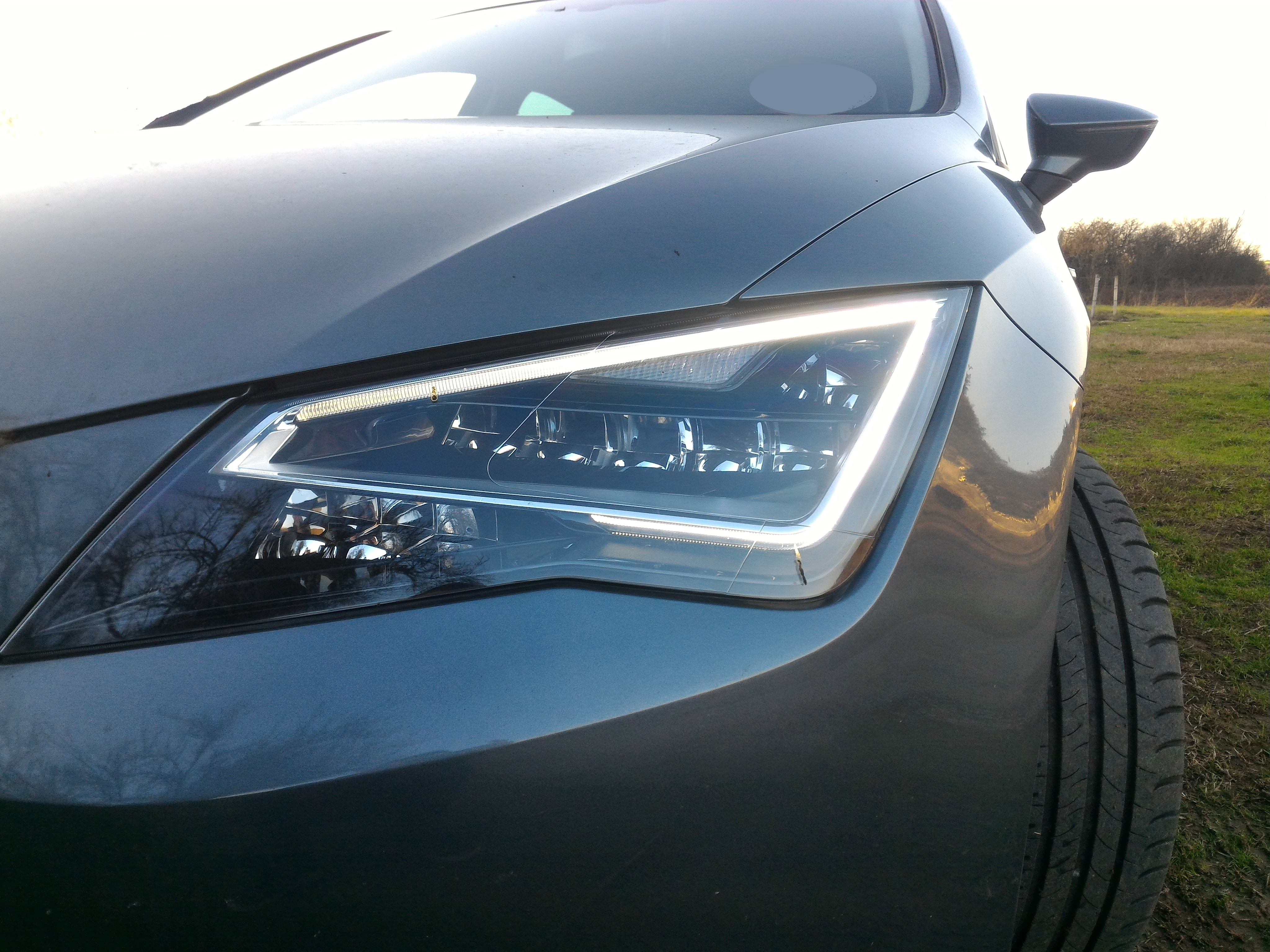
Esempio di luci diurne

Le luci diurne, o luci di marcia diurna (in inglese Daytime running lamps,  Daytime Running Lights o con l'acronimo DRL), sono un dispositivo di illuminazione per veicoli gommati ad utilizzo stradale come automobili, autocarri, camion, moto e biciclette, situate nella parte anteriore del veicolo. Il loro scopo è quello di rendere maggiormente visibili i veicoli durante le ore diurne e aiutare gli altri utenti della strada a identificare un veicolo in movimento.

## Descrizione e utilizzo

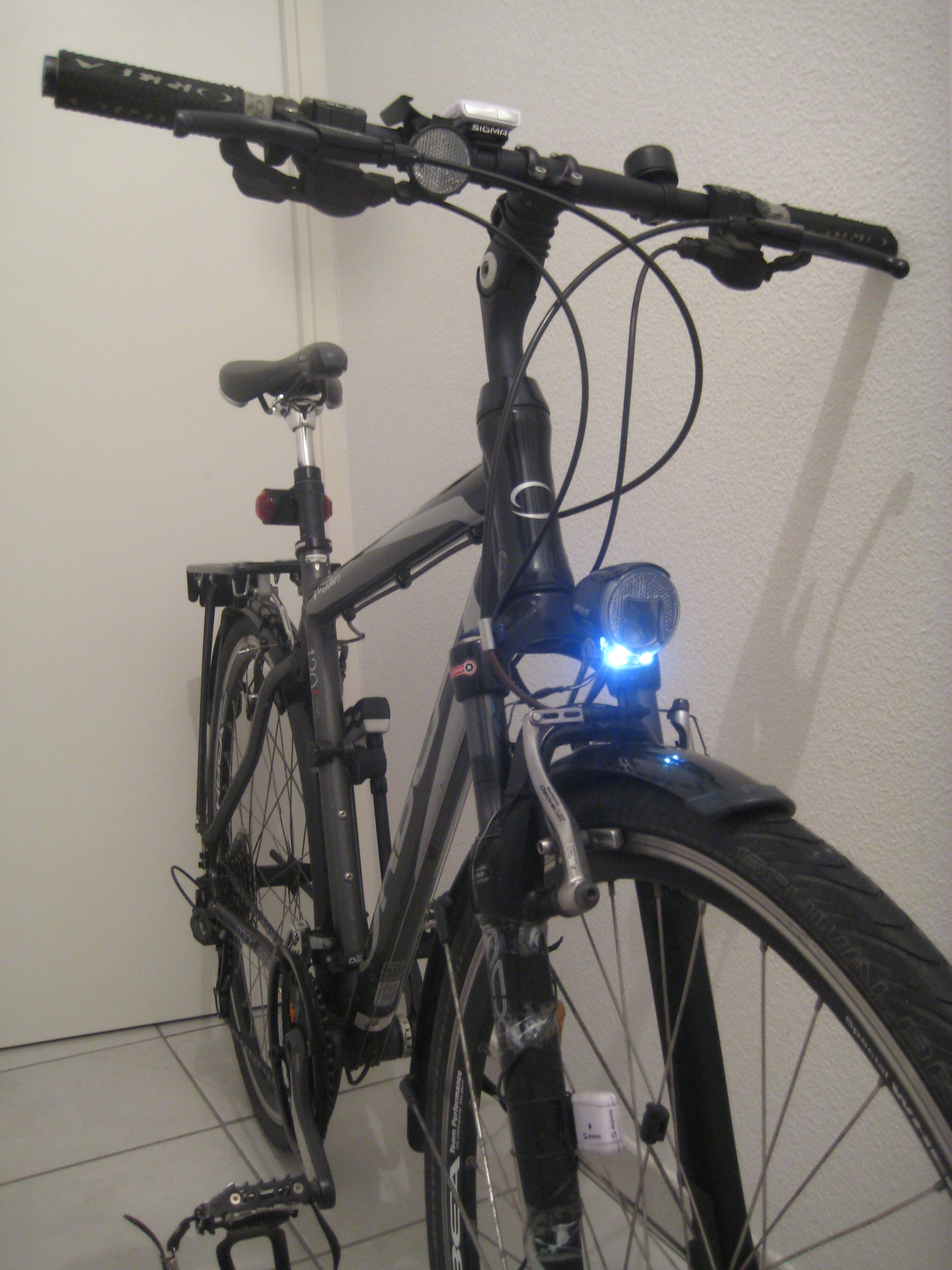
Luci diurne su di una bici

Le luci di marcia diurna di solito si accendono automaticamente una volta inserita la chiave d'accensione; su alcuni veicoli le luci di marcia diurna si attivano quando viene disinnestato il freno di stazionamento oppure quando viene inserita la prima marcia. 

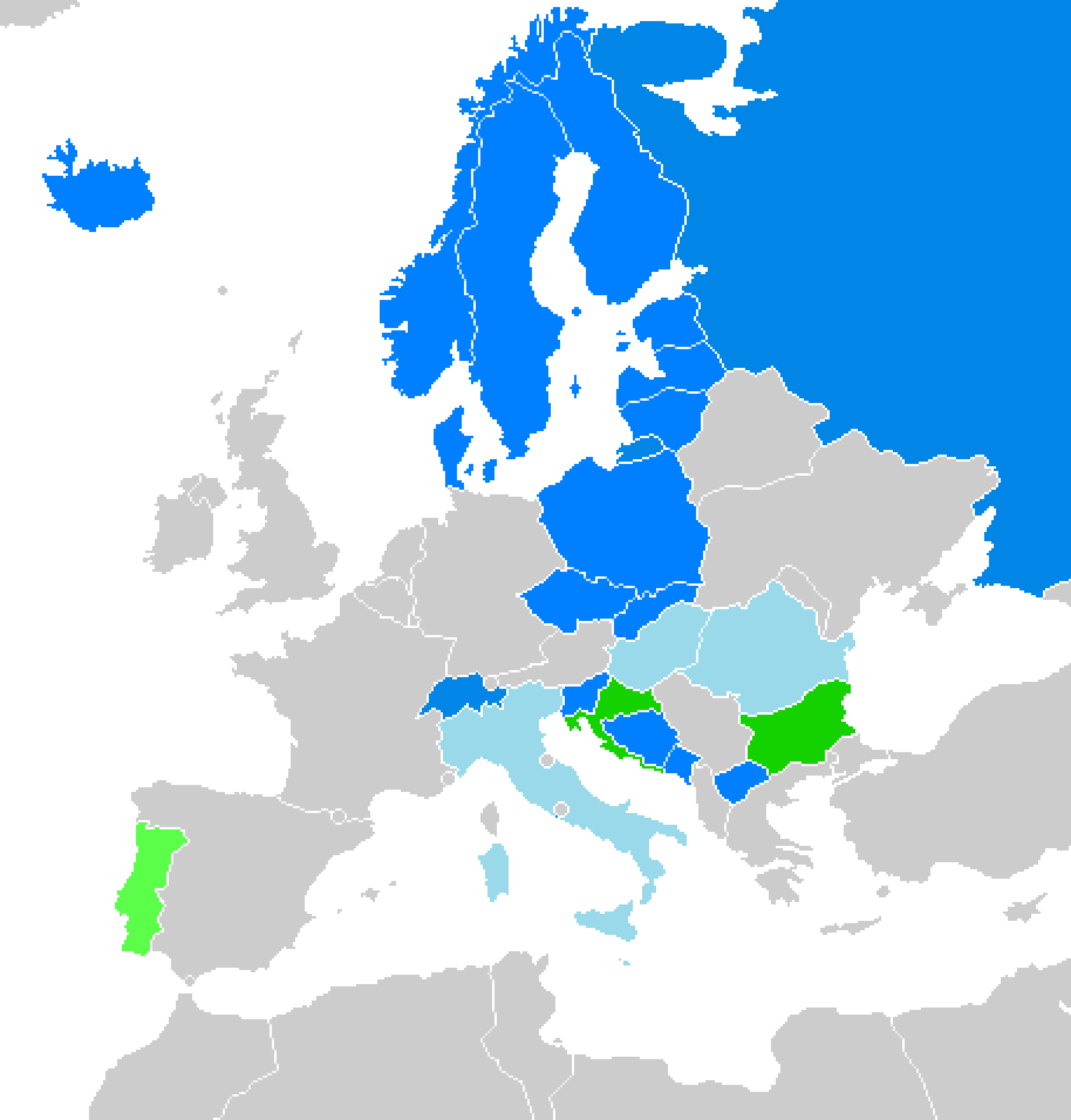
Normative dei paesei europei sulle luci diurne (2009):
- blu: su tutte le strade, tutto l'anno;
* azzurro: fuori dai centri abitati, tutto l'anno;
- verde: su tutte le strade nei mesi invernali

Per esempio, in Italia, per quel che concerne la normativa sul loro utilizzo, le luci diurne sono state introdotte nel codice della strada come equipaggiamento obbligatorio sulle vetture di nuova omologazione dal 2011, andando de facto a sostituire le luci di posizione. In Svizzera sono obbligatorie dal 2014.
Uno studio del 2008 della National Highway Traffic Safety Administration negli Stati Uniti ha analizzato l'utilizzo dei DRL, la correlazione tra il loro uso e gli incidenti stradali con impatto frontale e laterale tra due veicoli o sugli investimenti di pedoni, ciclisti e motociclisti. L'analisi ha determinato che i DRL non offrono una riduzione statisticamente significativa della frequenza o della gravità degli incidenti studiati, fatta eccezione per una riduzione del coinvolgimento di autocarri leggeri e furgoni negli incidenti di un 5,7%.